# Californium(III)-oxid
Californium(III)-oxid ist ein Oxid des Elements Californium. Es besitzt die Summenformel Cf2O3. Da alle Isotope des Californiums nur künstlich hergestellt sind, besitzt Californium(III)-oxid keine natürlichen Vorkommen.

## Eigenschaften
Californium(III)-oxid ist ein gelbgrüner Feststoff mit einem Schmelzpunkt von 1750 °C und bildet zwei Modifikationen. Die kubisch-raumzentrierte Modifikation bildet ein Kristallgitter mit a = 1083,9 ± 0,4 pm. Die Übergangstemperatur zwischen dem kubisch-raumzentrierten und dem monoklinen Cf2O3 beträgt etwa 1400 °C.
Die Bildungsenthalpie bei 25 °C wurde auf −1652,6 ± 10,3 kJ·mol−1 bestimmt.

## Verwendung
Seine Anwendung findet es vor allem bei der Herstellung von 252Cf-Neutronenquellen. Dazu wird 252Cf(III) zunächst als Californiumoxalat (Cf2(C2O4)3) gefällt, getrocknet und anschließend zum dreiwertigen Oxid geglüht.